# Reggenza di Tapanuli Centrale
La reggenza di Tapanuli Centrale (in lingua indonesiana: Kabupaten Tapanuli Tengah) è una reggenza dell'Indonesia, situata nella provincia di Sumatra Settentrionale.